# Хоккайдо Кома-га-таке
Хоккайдо Кома-га-таке  (яп. 北海道駒ヶ岳, Hokkaidō Koma-ga-take), також  Ошіма Кома-га-таке (яп. 渡島駒ヶ岳, Oshima Koma-ga-take), Ошіма Фуджі (яп. 渡島富士, Oshima Fuji), або  Кома-га-таке (яп. 駒ヶ岳, Koma-ga-take)  - андезитовий стратовулкан висотою 1131 м.  Знаходиться між містами Морі, Сікабе, та Нанає, в окрузі Осіма,Хоккайдо, Японія.

Вулканічна діяльність почалася приблизно 30 000 років тому. Після 5000 років спокою активність на горі Кома-га-таке відновилася на початку VII ст., спровокувавши Великий голод Кан'ей у 1640 році. Відтоді на горі Кома-га-таке було зареєстровано щонайменше 50 вулканічних подій. 

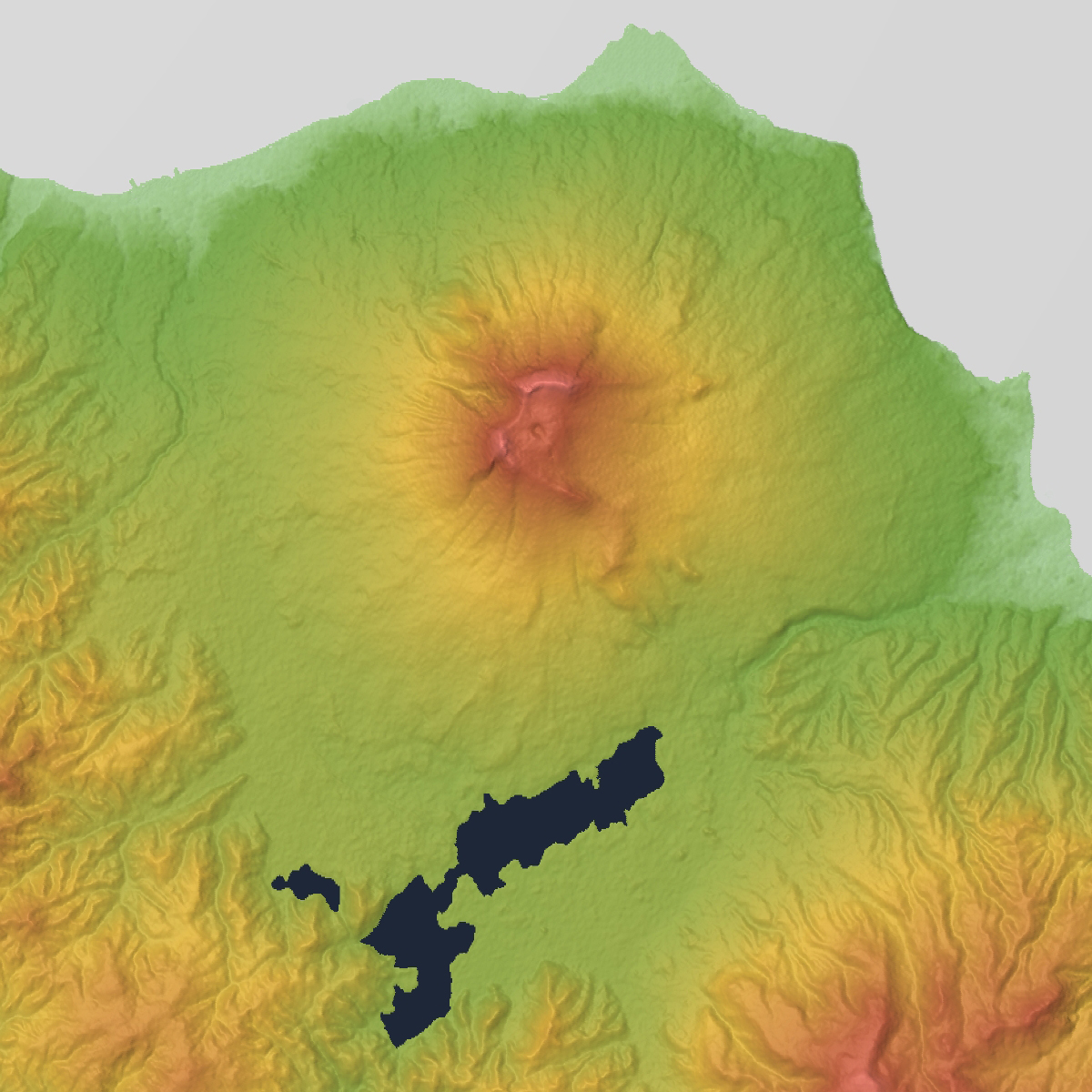
Карта рельєфу
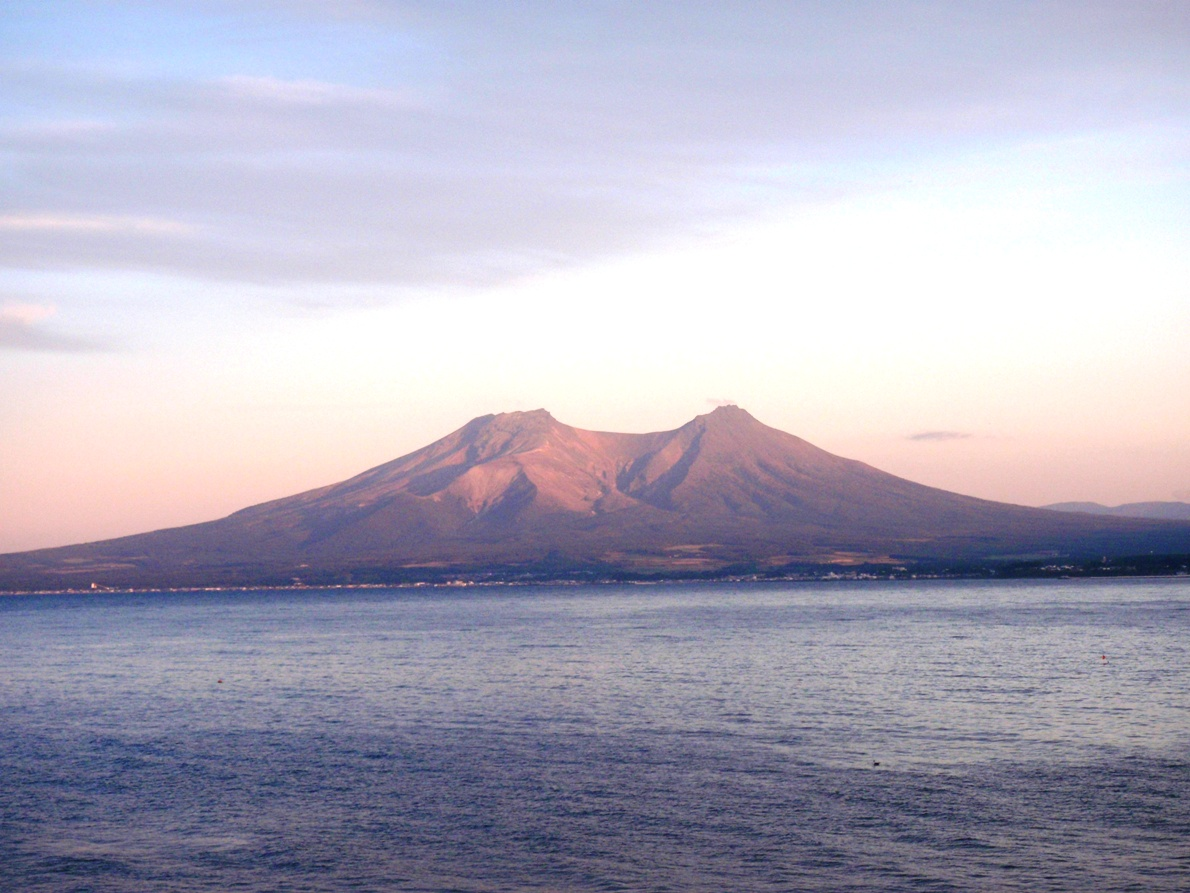
Вид на гору з північного-заходу
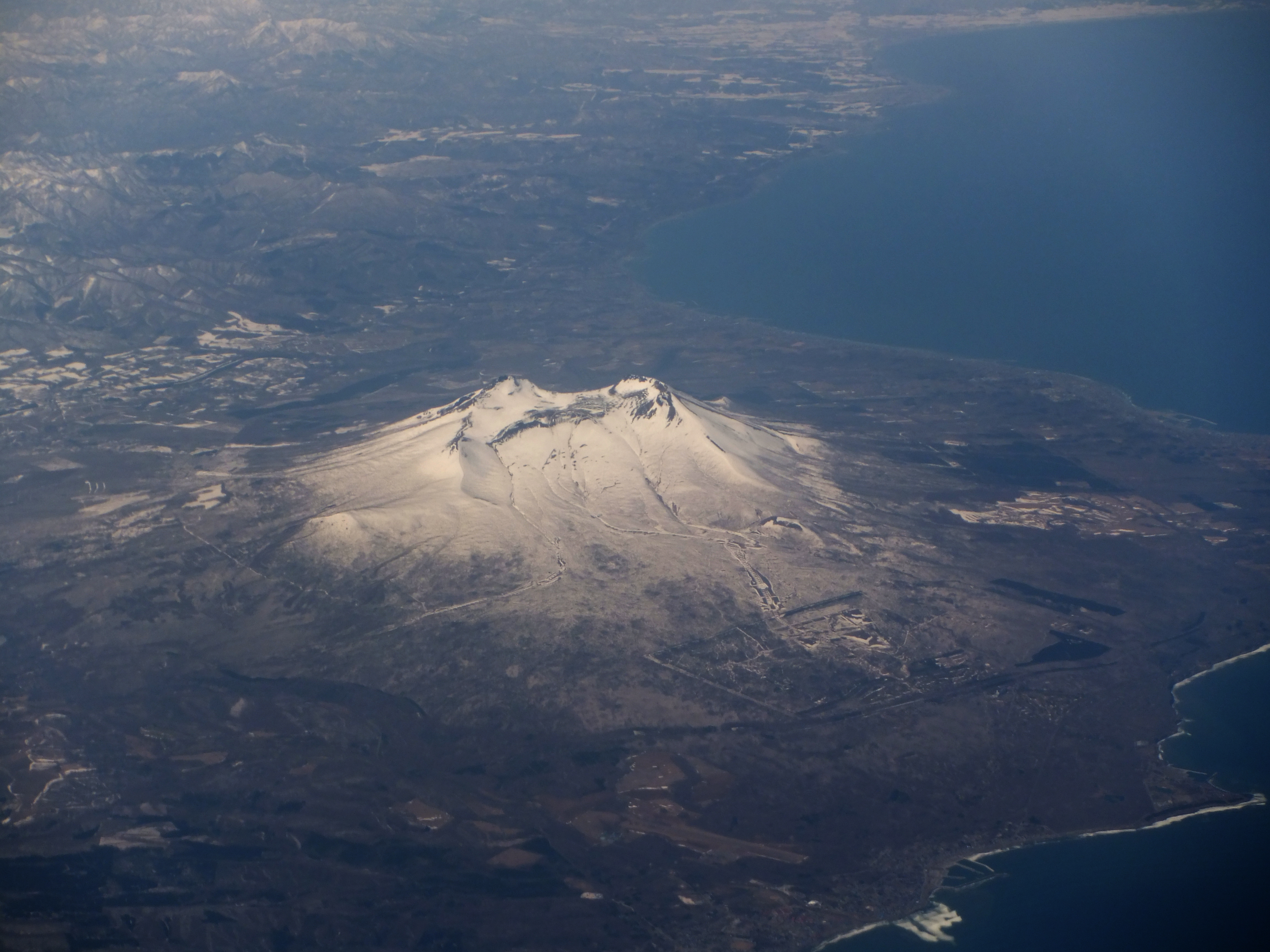
Вулкан Кома-га-таке

## зовнішні посилання
- Вікісховище має мультимедійні дані за темою: Хоккайдо Кома-га-таке
- Hokkaido-Komagatake - Japan Meteorological Agency (in Japanese)
- Hokkaido-Komagatake: National catalogue of the active volcanoes in Japan (PDF). - Japan Meteorological Agency
- Hokkaido-Komagatake Volcano - Geological Survey of Japan
- Hokkaido-Komagatake - Smithsonian Institution: Global Volcanism Program